# Gris (extraterrestre)

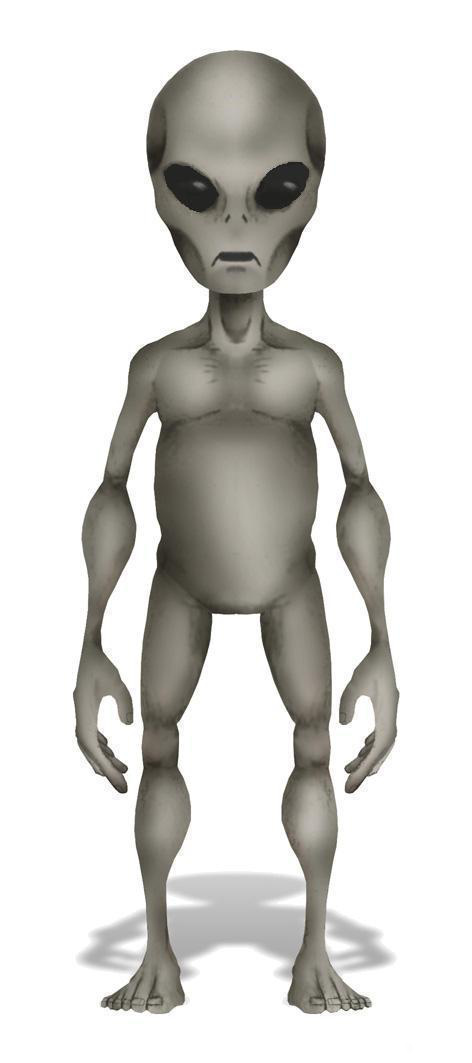
Representació clàssica d'un gris.

Els grisos són la tipologia d'éssers extraterrestres intel·ligents definida amb més freqüència en el context de la ufologia, de les modernes teories de la conspiració i pels testimonis de suposades abduccions extraterrestres. Solen ser descrits com humanoides de baixa alçada, esvelts, completament calbs i de pell grisa (d'aquí el nom), amb el cap gros, ulls enormes ametllats coberts per una membrana negra, orelles minúscules sense pavelló auricular i boca petita desproveïda de llavis. Llur constitució física ha estat comparada de vegades a la d'un ésser humà adult amb característiques infantils. En la classificació de suposades races extraterrestres elaborada als anys vuitanta per l'ufòleg nord-americà Brad Steiger, els grisos pertanyen a l'anomenat tipus Alfa.
El psiquiatre nord-americà John E. Mack, que ha investigat els efectes psicològics i comportamentals sobre pacients que asseguren haver tingut experiències d'abducció extraterrestre, afirma que molts d'aquests han narrat encontres propers amb éssers les característiques físiques dels quals coincideixen amb la tipologia dels grisos.
David M. Jacobs, professor d'història de la Universitat de Temple, afirma que entre les presumptes races alienígenes, el tipus somàtic dels grisos és l'únic que es pot considerar creïble de cara a la resta.
Tanmateix, com en el cas de la resta de tipus d'extraterrestres definits pels adherents i defensors de la ufologia, no hi ha cap prova contrastable de la seva existència real.